# آی شو اسپید
دارن واتکینس جونیور (به انگلیسی: Darren Watkins Jr) با اسم مستعار آی شو اسپید (زاده ۲۱ ژانویه ۲۰۰۵) یوتیوبر اهل استرالیا و زاده سینسیناتی اوهایو است. او در سال ۲۰۲۱ با پخش زنده بازی و سرگرمی‌هایش توانست در عرض چند روز بیش از ۱ میلیون مشترک به دست بیاورد. اسپید همچنین به دلیل بازی‌های روبلاکس، فورتنایت و فیفا در لایو استریم‌هایش به شهرت زیادی دست یافت.

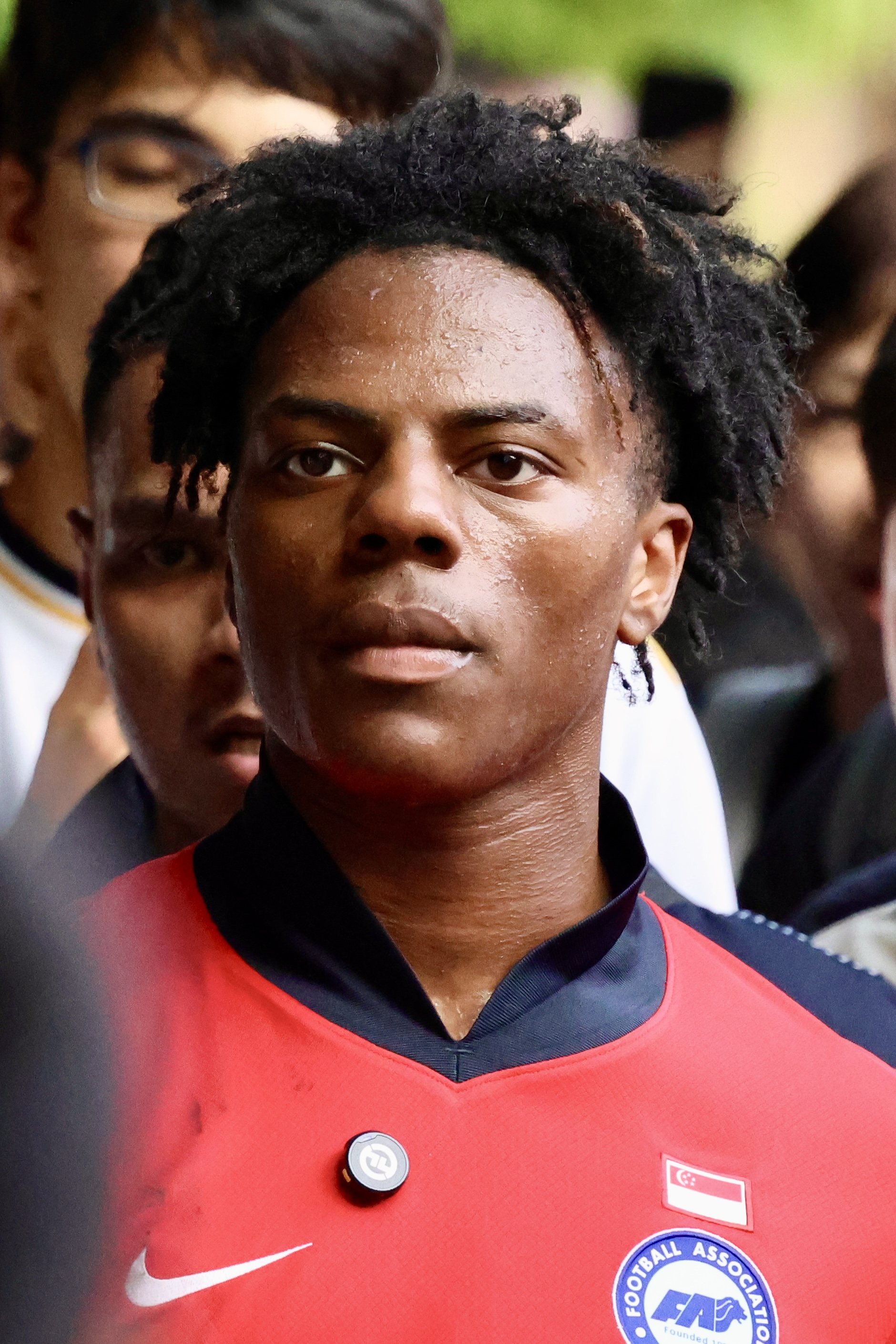
ishowspeed